# Armstrong (Columbia Britànica)
Armstrong és una ciutat canadenca de la província de Columbia Britànica. És part del Districte Regional de North Okanagan.

## Demografia
Té una població de 4,492 habitants, segons el cens de 2001.